# BT-SW
Der BT-SV (russisch Быстроходный Танк, Bystrochodni Tank, SW-Stalin-Woroschilow, dt.: schnellfahrender Panzer) war ein sowjetischer Versuchspanzer der 1930er-Jahre aus der BT-Serie.

## Entwicklung
Der BT-SW wurde in den Jahren 1937 bis 1938 im Konstruktionsbüro des Charkower Lokomotivwerkes auf Basis des BT-5 entwickelt. Der weiterentwickelte BT-SW-2 nutzte Teile und Komponenten des BT-7. Die Wanne bestand aus 10 bis 12 mm dicken Stahlplatten, die eine geneigte Panzerung formten. Das Serienfahrzeug sollte 25 mm dicke, homogene Panzerstahlplatten besitzen. Die beiden Prototypen hatten ein weiterentwickeltes Rad-/Kettenlaufwerk mit vier Laufrollen pro Seite. Bei Radfahrt wurde ein Laufrollenpaar angetrieben. Es wurden lediglich zwei Prototypen hergestellt und erfolgreich getestet, jedoch nie in Dienst gestellt. Die geneigte Panzerung war prägend für die später folgenden Versuchspanzer A-20 und den T-34.